# غيت هاب
غيت هاب (بالإنجليزية: GitHub) هي شركة تابعة لمايكروسوفت توفر استضافة لتطوير البرامج والتحكم في الإصدار باستخدام غيت. توفر الشركة وظائف التحكم في الإصدار الموزع وإدارة كود المصدر (SCM) لـ «غيت»، بالإضافة إلى ميزاته الخاصة. يوفر النظام التحكم في الوصول والعديد من ميزات التعاون مثل تتبع الأخطاء وطلبات الميزات البرمجية وإدارة المهام والتركيب المتواصل ومواقع ويكي لكل مشروع
غيت هاب. يقع مقرها الرئيسي في كاليفورنيا، وهي شركة تابعة لشركة مايكروسوفت منذ عام 2018.
تقدم غيت هاب خدماتها الأساسية مجانًا. خدماتها المهنية والمشاريع الأكثر تقدمًا تكون تجارية. تُستخدم حسابات غيت هاب المجانية بشكل شائع لاستضافة مشاريع مفتوحة المصدر أو لاستضافة مواقع عن طريق خدمة صفحات غيت هب التي توفرها الشركة. اعتبارًا من يناير 2019، قدمت غيت هاب مستودعات خاصة غير محدودة لجميع الخطط، بما في ذلك الحسابات المجانية، ولكنها سمحت بما يصل إلى ثلاثة مطورين فقط لكل مستودع مجانًا. بدءًا من 15 أبريل 2020، سمحت الخطة المجانية لعدد غير محدود من المطورين، ولكنها قيدت المستودعات الخاصة بـ 2,000 دقيقة من إجراءات غيت هاب لكل شهر. اعتبارًا من يناير 2020، أعلن غيت هاب عن وجود أكثر من 40 مليون مستخدم  وأكثر من 190 مليون مستودع(بما في ذلك ما لا يقل عن 28 مليون مستودع عام)، مما يجعله أكبر مضيف للكود المصدري في العالم.

## التاريخ

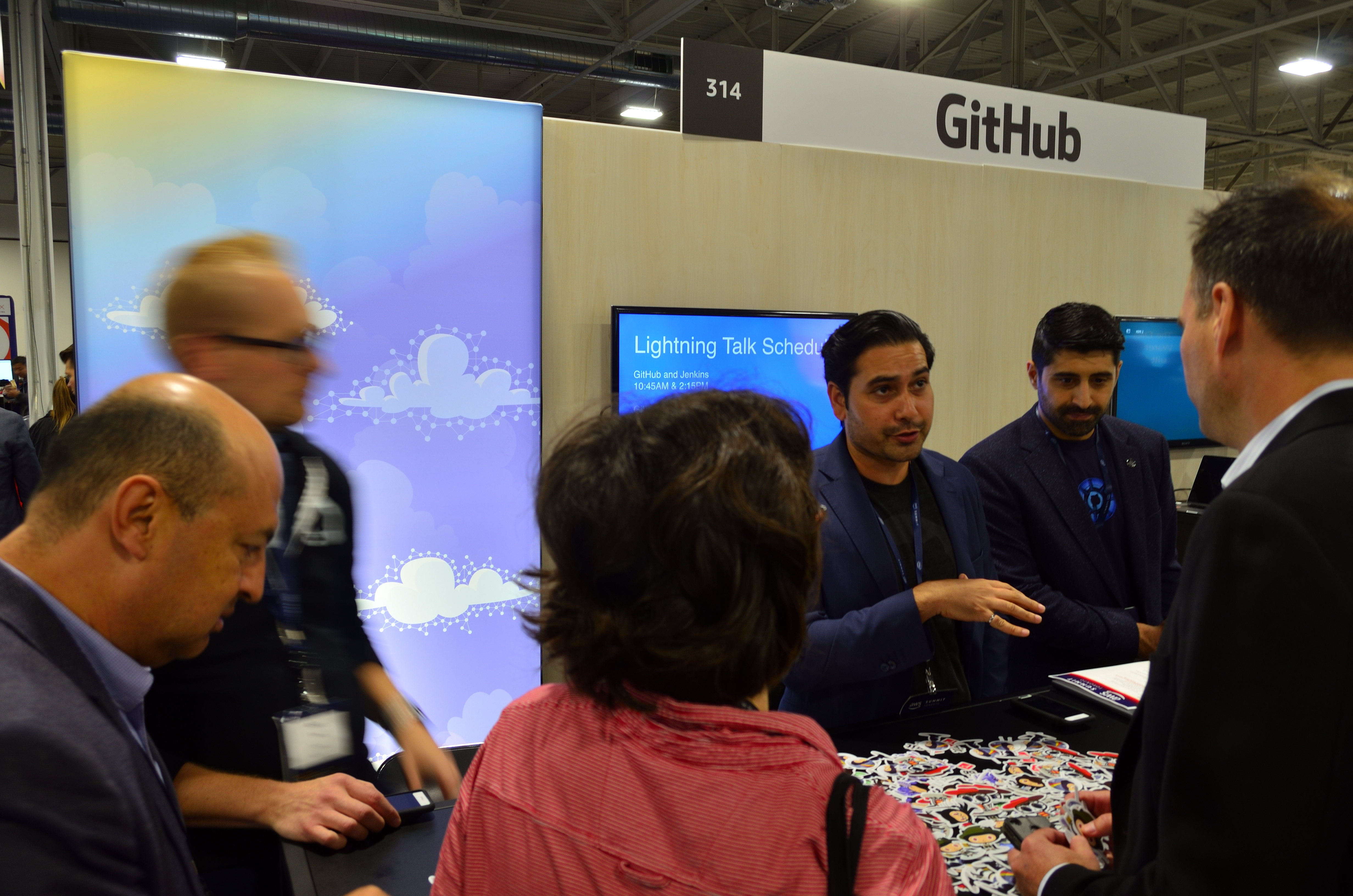
غيت هاب في قمة إيوس

تم تطوير خدمة غيت هاب بواسطة كريس وانستراث، توم بريستون ويرنر وسكوت شاكون باستخدام روبي أون ريلز (بالإنجليزية: Ruby on Rails)، وتم إطلاقها في فبراير 2008. شركة غيت هاب موجودة منذ عام 2007 ويقع مقرها في سان فرانسيسكو.
في 24 فبراير 2009، أعلن غيت هاب أنه خلال السنة الأولى من الاتصال بالإنترنت، جمع غيت هاب أكثر من 46000 مستودع عام، تم تشكيل 17000 منها في الشهر السابق. في ذلك الوقت، تم تفريع حوالي 6200 مستودع مرة واحدة على الأقل وتم دمج 4600 مستودع.

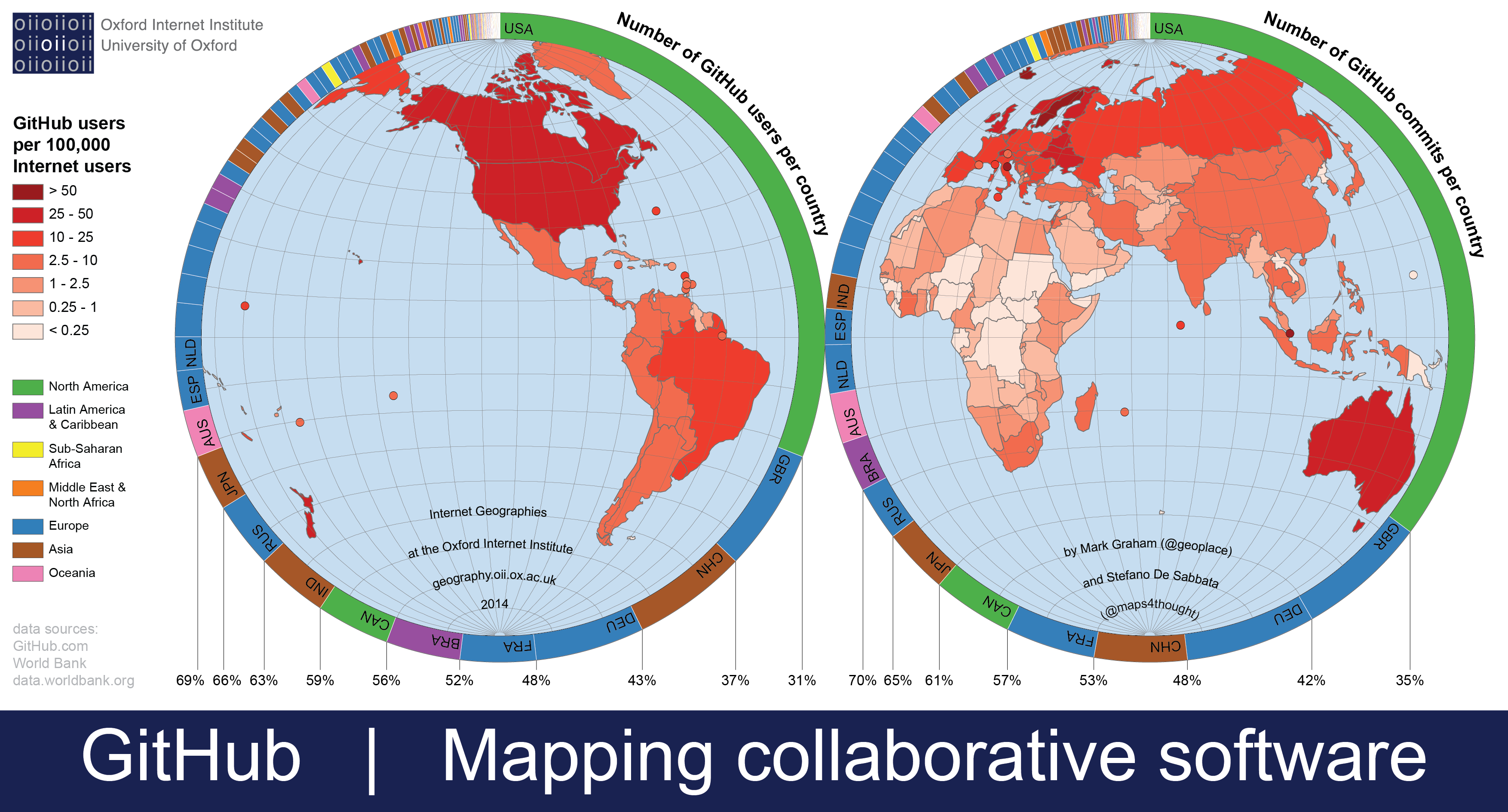
يوضح تظليل الخريطة عدد المستخدمين كنسبة من مستخدمي الإنترنت في كل بلد. توضح المخططات الدائرية المحيطة بنصفي الكرة الأرضية العدد الإجمالي لمستخدمي غيت هاب (على اليسار) والمساهمات (على اليمين) لكل بلد.

في نفس العام، تم استخدام الموقع من قبل أكثر من 100000 مستخدم، وفقًا لـ«غيت هاب»، نما الموقع لاستضافة 90.000 مستودع عام فريد، 12000 تم تفريعها مرة واحدة على الأقل، ليصبح المجموع 135000 مستودع.
في عام 2010، كان غيت هاب يستضيف مليون مستودع. بعد عام، تضاعف هذا الرقم. نشرت مدونة ريد رايت ويب (بالإنجليزية: ReadWriteWeb) أن غيت هاب قد تجاوز سورس فورج وجوجل كود في العدد الإجمالي للمساهمات للفترة من يناير إلى مايو 2011. في 16 يناير 2013، تجاوز غيت هاب حاجز 3 ملايين مستخدم مع إستضافة أكثر من 5 ملايين مستودع. بحلول نهاية العام، كان عدد المستودعات ضعف ذلك، حيث وصل إلى 10 ملايين مستودع.
في عام 2012، جمعت غيت هاب 100 مليون دولار من التمويل من أندريسن هورويتز [الإنجليزية] مع قيمة تقدر بـ 750 مليون دولار. صرح بيتر ليفين [الإنجليزية]، الشريك العام في أندريسن هورويتز، بأن غيت هاب تنمو إيراداتها بمعدل 300٪ سنويًا منذ عام 2008 «بشكل مربح تقريبًا». في 29 يوليو 2015، صرحت غيت هاب بأنها جمعت تمويلًا بقيمة 250 مليون دولار في جولة بقيادة سيكويا كابيتال. ومن بين المستثمرين الآخرين في تلك الجولة أندريسن هورويتز، وترايف كابيتال، وIVP (شركاء المشروع المؤسسي). وقدرت الجولة قيمة الشركة بنحو ملياري دولار.
في عام 2016، احتلت غيت هاب المرتبة رقم 14 على قائمة فوربس كلاويد 100. لم يتم ذكر المنصة في قوائم 2018 و2019 و2020.
في 28 فبراير 2018، وقع غيت هاب ضحية لثاني أكبر هجوم حرمان من الخدمات (DDoS) في التاريخ، حيث وصلت حركة المرور الواردة إلى ذروتها بنحو 1.35 تيرابت في الثانية.
في 19 يونيو 2018، وسعت غيت هاب موقع غيت هاب إيديكشن (بالإنجليزية: GitHub Education) من خلال تقديم حزم تعليمية مجانية لجميع المدارس.
في أوائل يوليو 2020، تم إنشاء برنامج أرشيف غيت هاب (بالإنجليزية: GitHub Archive)، لأرشفة كود المصدر المفتوح إلى الأبد.

### المكاتب حول العالم
في عام 2015، افتتحت غيت هاب مكتبًا لها في اليابان وهو أول مكتب لها خارج الولايات المتحدة. بعد خمس سنوات، أطلقت غيت هاب في الهند تحت اسم غيت هاب الهند الخاصة المحدودة.

### الاستحواذ عليها من قِبل مايكروسوفت
اعتبارًا من عام 2012، أصبحت مايكروسوفت مستخدمًا مهمًا لغيت هاب، حيث استخدمتها لاستضافة مشاريع وأدوات تطوير مفتوحة المصدر مثل نواة دوت نت وChakra Core و MSBuild وباورشل و PowerToys وفيجوال ستوديو كود وآلة حاسبة الويندوز وطرفية ويندوز وجزء كبير من وثائق المنتج (يمكن العثور عليها الآن في مستندات مايكروسوفت). في 4 يونيو 2018، أعلنت مايكروسوفت عزمها الاستحواذ على غيت هاب مقابل 7.5 مليار دولار أمريكي. تم إغلاق الصفقة في 26 أكتوبر 2018. استمر غيت هاب في العمل بشكل مستقل كمجتمع ومنصة وعمل. تحت إدارة مايكروسوفت، كانت الخدمة بقيادة نات فريدمان من زامارين، ويقدم تقاريره إلى سكوت غوثري، نائب الرئيس التنفيذي لشركة مايكروسوفت كلاود والذكاء الصناعي. تم الإبقاء على الرئيس التنفيذي لشركة غيت هاب، كريس وانستراث، كـ «زميل تقني»، يقدم تقريره أيضًا إلى غوثري.
كانت هناك مخاوف من المطورين مثل كايل سيمبسون وهو مدرس جافا سكريبت ومؤلفها، ورافائيل لاجونا الرئيس التنفيذي في أوبن أكشينج [الإنجليزية] بشأن شراء مايكروسوفت لغيت هاب، مشيرين إلى عدم الارتياح بحسب تعامل مايكروسوفت مع عمليات الاستحواذ السابقة، مثل أعمال نوكيا للجوال أو سكايب.
كان هذا الاستحواذ يتماشى مع إستراتيجية أعمال مايكروسوفت تحت إشراف الرئيس التنفيذي ساتيا نادالا، والتي شهدت تركيزًا أكبر على خدمات الحوسبة السحابية، جنبًا إلى جنب مع تطوير البرامج مفتوحة المصدر والمساهمات فيها. جادلت «هارفارد بزنس ريفيو» بأن مايكرسوفت كانت تنوي الحصول على غيت هاب للوصول إلى قاعدة مستخدميها، بحيث يمكن استخدامها كدافع لتشجيع استخدام منتجاتها وخدماتها التطويرية الأخرى.
عززت المخاوف بشأن البيع الاهتمام بالمنافسين: أعلن كل من بيت باكت [الإنجليزية] (مملوكة لشركة أتلاسيان) وغيت لاب (منتج تجاري مفتوح المصدر يدير أيضًا إصدار خدمة مستضافة) وسورس فورج أنهم شاهدوا طفرات في المستخدمين الجدد الذين يعتزمون ترحيل المشاريع من غيت هاب إلى خدماتها الخاصة.
في مارس 2020، أعلنت شركة غيت هاب أنها استحوذت على مدير حزمة العقدة، وهو موزع حزم جافا سكريبت، مقابل مبلغ لم يكشف عنه. تم إغلاق الصفقة في 15 أبريل 2020 وتم ضمها لشركة غيت هاب.

## شؤون الشركة

### الهيكل التنظيمي
كانت شركة غيت هاب. في الأصل منظمة مسطحة بدون مديرين متوسطين، بعبارة أخرى، «الجميع مُدراء» (إدارة ذاتية). يمكن للموظفين اختيار العمل في المشاريع التي تهمهم (التخصيص المفتوح [الإنجليزية])، لكن الرواتب كانت محددة من قبل الرئيس التنفيذي.
في عام 2014، قامت شركة غيت هاب بإنشاء طبقة من الإدارة الوسطى.

### التمويل
كان موقع غيت هاب عبارة عن شركة ناشئة رائدة، وقد وفرت في سنواتها الأولى إيرادات كافية ليتم تمويلها فقط من قبل مؤسسيها الثلاثة والبدء في توظيف الموظفين. في يوليو 2012، بعد أربع سنوات من تأسيس الشركة، إستثمر أندريسن هورويتز 100 مليون دولار في رأس المال الاستثماري. في يوليو 2015، جمعت غيت هاب 250 مليون دولار أخرى من رأس المال الاستثماري في جولة المشروع بي [الإنجليزية]. المستثمرون هم سيكويا كابيتال، أندريسن هورويتز، ثرايف كابيتال وغيرها من صناديق رأس المال الاستثماري. بداية من أغسطس 2016، كانت غيت هاب تحقق 140 مليون دولار من الإيرادات السنوية المتكررة.

### جالب الحظ
جالب حظ غيت هاب هو «أوكتوكات» (بالإنجليزية: octocat) مجسم بخمسة أذرع شبيه بإذرع الأخطبوط [الإنجليزية]. تم إنشاء الشخصية بواسطة مصمم الجرافيك سيمون أوكسلي كقصاصة فنية [الإنجليزية] لبيعها على موقع آي ستوك، وهو موقع إلكتروني يتيح للمصممين تسويق الصور الرقمية الخالية من حقوق الملكية. أصبح غيت هاب مهتمًا بعمل أوكسلي بعد أن اختار تويتر طائرًا صممه أوكسلي كشعارهم الخاص. كان الرسم التوضيحي الذي اختاره غيت هاب شخصية أطلق عليها أوكسلي اسم أوكتبوس (بالإنجليزية: Octopuss). ونظرًا لأن غيت هاب أراد أوكتبوس لشعاره (وهو استخدام لا يسمح به ترخيص آي ستوك)، فقد تفاوضوا مع أوكسلي لشراء حقوق حصرية للصورة.
أعاد غيت هاب تسمية أوكتبوس إلى أوكتوكات، ووضع علامة تجارية للشخصية مع الاسم الجديد. في وقت لاحق، استأجر غيت هاب الرسام كاميرون ماكيفي لتكييف أوكتوكات لأغراض مختلفة على الموقع والمواد الترويجية، أنشأ مكافي والعديد من مستخدمي غيت هاب منذ ذلك الحين مئات الأشكال المختلفة للشخصية، والتي تتوفر على الاوكتودكس.

## وصلات خارجية
- الموقع الرسمي
- مدونة غيت هاب الرسمية  (جوال)